# 3984 Chacos
A 3984 Chacos (ideiglenes jelöléssel 1984 SB6) a Naprendszer kisbolygóövében található aszteroida. Henri Debehogne fedezte fel 1984. szeptember 21-én.